# ويليام فريدريك كاي
ويليام فريدريك كاي هو سياسي كندي، ولد في 18 مايو 1876 في مونتريال في كندا، وتوفي في 8 مايو 1942. نشط حزبياً في الحزب الليبرالي الكندي. وقد انتخب عضو مجلس العموم الكندي.